# Спокойной ночи, Луна
«Спокойной ночи, Луна» (англ. Little Birds) — американский независимый драматический фильм Элджина Джеймса по его же сценарию с Джуно Темпл и Кей Панабэйкер в главной роли. Премьера фильма прошла на кинофестивале «Сандэнс» 20 января 2011 года.

## Сюжет
Лили и Элисон — лучшие подруги, которые живут в маленьком калифорнийском городке рядом с солёным озером Солтон-Си. Девушки находят между собой общий язык, хотя и являются полными противоположностями друг друга. У Лили бунтарский характер, и её главная мечта — покинуть свой ненавистный город. Эли же наоборот очень осторожная и рассудительная. Девушек роднит вместе то, что они обе из неблагополучных семей. Лили живёт с матерью-одиночкой, её отец застрелился, Элисон живёт с отцом-алкоголиком, а мать у неё умерла от рака.
Однажды подруги встречают компанию скейтбордистов из Лос-Анджелеса, заехавших к ним в город. Лили проявляет симпатию к одному из них, и тот даёт ей свой номер. После этого знакомства Лили ещё больше становится одержимой желанием покинуть свой город. Она хочет сбежать в Лос-Анджелес, ведь теперь у неё там есть друг. Лили предлагает Элисон для этой цели угнать машину её дяди, но та категорически против. В этом случает Лили планирует добираться до города одна на попутках. Неохотно Элисон приходится согласиться на авантюру с угоном, чтобы не отпускать подругу одну в это путешествие. В Лос-Анджелесе подруги быстро находят Джесси и его друзей. Однако на месте оказывается, что мальчики живут в заброшенном мотеле, а деньги зарабатывают грабежом бездомных. Прямо на глазах у девочек они грабят случайного прохожего, что вызывает шок у Элисон. Тем не менее, Лили не собирается пока возвращаться домой и хочет ещё какое-то время провести в этой компании.
На следующий день Дэвид придумывает новый способ мошенничества. Он размещает анкету Лили на сайте секс-знакомств. Девушка должна будет знакомиться со взрослыми мужчинами и заманивать их в мотель, где уже остальная банда будет их грабить. Лили соглашается играть роль приманки. Таким способом удаётся ограбить одну жертву. Подростки решают провернуть это дело ещё раз. Однако во второй раз им попадается уже отчаянный сумасшедший, которого нельзя просто так напугать пистолетом. Своим агрессивным поведением ему удаётся разогнать всю компанию. Затем он собирается получить то, зачем пришёл. От изнасилования Лили спасает Элисон, которая стреляет в этого человека. Подруги отправляются домой, перед этим заезжая в Малибу, чтобы посмотреть на океан.

## В ролях
- Джуно Темпл — Лили Хобарт
- Кей Панабэйкер — Элисон
- Кейт Босуорт — Бонни Мюллер
- Лесли Манн — Маргарет Хобарт
- Нил Макдонаф — Хоган
- Кайл Галлнер — Джесси
- Джей Ар Борн — Джон Греттон
- Карлос Пена — Луис
- Крис Кой — Дэвид

## Производство

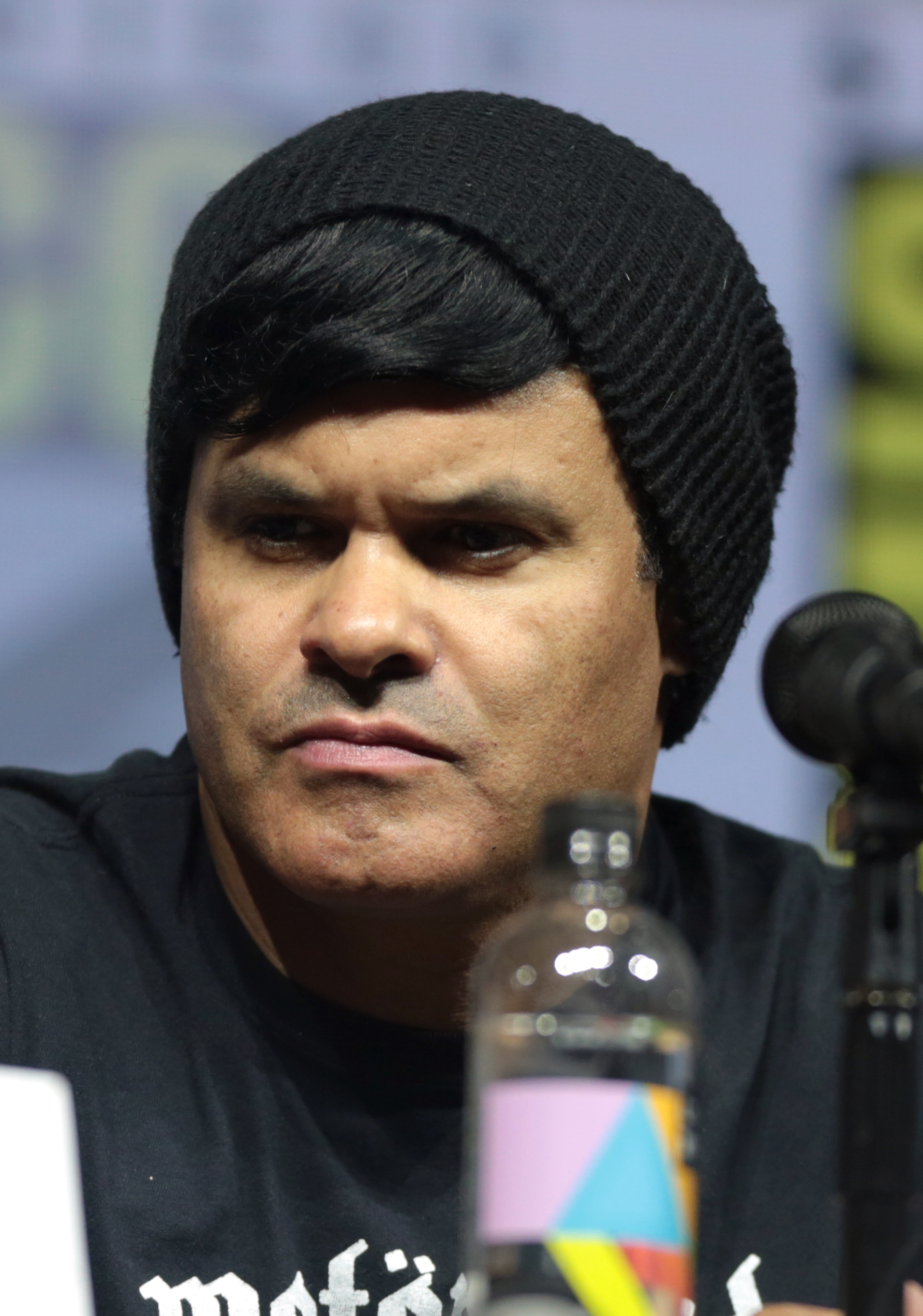
Элджин Джеймс на San Diego Comic-Con в 2018 году

Создатель фильма Элджин Джеймс ранее был известен как вокалист бостонской панк-хардкор-группы Wrecking Crew. В конце 80-х годов вместе с другими трудными подростками различных рас он организовал антирасистскую группировку FSU (Friends Stand United либо Fuck Shit Up), которая враждовала с неонацистскими группировками, которые вращались вокруг бостонской панк-хардкор сцены. ФБР причисляло FSU к уличным бандам. Над сценарием Элджин Джеймс начал работать в 2009 году. Первоначально фильм должен был быть автобиографическим, о том как Элджин со своим другом покинули родные дома и отправились в Бостон, где присоединились к банде. Элджина должен был играть Джастин Тимберлейк, а снимать фильм должен был Ник Кассаветис. Позже Элджин отказался от идеи такого фильма, чтобы не «романтизировать насилие» и переписал сценарий.

## Рецензии
Фильм получил смешанные отзывы. На сайте Rotten Tomatoes рейтинг «свежести» фильма 57 % на основе 21 рецензии. На сайте Metacritic у фильма 41 балл из 100 на основе 9 отзывов.
Национальный совет кинокритиков США поставил фильм в свой топ-10 лучших независимых фильмов 2012 года. Журналы Paste и Complex внесли фильм в свои списки лучших фильмов за 2012 год.